# Laura Donnelly
Laura Donnelly, née le 20 août 1982 à Belfast en Irlande du Nord, est une actrice britannique.

## Biographie
Elle joue principalement dans des séries télévisées et interprète régulièrement des rôles lesbiens, comme dans Sugar Rush avec Olivia Hallinan, dans Hex avec Jemima Rooper ou dans Insatiable avec Nora-Jane Noone.
En 2022, elle interprète Elsa Bloodstone dans Werewolf By Night, un programme spécial Halloween de Marvel Studios pour Disney+.

## Filmographie

### Cinéma
- 2008 : Insatiable : Rachel
- 2009 : Right Hand Drive : Ashley
- 2009 : Dread : Abby
- 2012 : Missing : Violet
- 2015 : The Program de Stephen Frears : Emma O’Reilly
- 2019 : Tolkien de Dome Karukoski : Mabel Tolkien

### Télévision

#### Téléfilms
- 2007 : Be More Ethnic : Leanne
- 2009 : Best: His Mother's Son : Barbara Best
- 2022 : Werewolf by Night de Michael Giacchino : Elsa Bloodstone (spécial)

#### Séries
- 2005 : Sugar Rush : Beth
- 2005 : Casualty : Fleur Butler
- 2005 : Hex : La Malédiction : Maya Robertson
- 2006 : The Bill : Jody MacMillan
- 2007 : Rough Diamond : Aoife
- 2009-2010 : Merlin : Freya (2 épisodes)
- 2009 : Occupation : Katy Hibbs
- 2010 : Comedy Lab : Varié
- 2013 : The Fall : Sarah Kay
- 2014 : Outlander : Jenny Fraser Murray (saisons 1 à 3)
- 2016 : Beowulf : Elvina
- 2018 : Britannia : Hella
- 2021 - 2023 : The Nevers : Amalia True